# 毒。誡
《毒。誡》（英語：Dealer Healer）是劉國昌導演的香港犯罪劇情片，易天雄任動作指導，由劉青雲、林家棟、江一燕領銜主演；古天樂、張晉特別演出，銀都機構出品。於2017年5月18日上映。講述慈雲山十三太保陳慎芝從吸毒、鬥毆的江湖人士後來戒毒成功并投入戒毒相關社會工作，後來更獲得香港十大傑出青年。

## 演員
| 演員   | 角色           | 介紹                            |
| 劉青雲 | 陳華 / 茅躉華  | 慈雲山十三太保之首 原型為陳慎芝 |
| 林家棟 | 喇叭           | 原型為李兆基                    |
| 江一燕 | 可柔           | 陳華女友                        |
| 古天樂 | 哈雷           | 特別演出                        |
| 張晉   | 貓仔           | 特別演出 原型為陳振輝           |
| 譚耀文 | 劉生           |                                 |
| 吳孟達 | 保叔           |                                 |
| 陳觀泰 | 蛇頭九         |                                 |
| 盧海鵬 | 村長           |                                 |
| 樓南光 | 大撈家         |                                 |
| 歐錦棠 | 督察           |                                 |
| 林國斌 | 煙屎           |                                 |
| 尹揚明 | 王Sir          | 警察                            |
| 苗可秀 | 陳華母親       |                                 |
| 莊思敏 | 哈雷女友       |                                 |
| 張建聲 | 便衣警察       |                                 |
| 張松枝 | 流氓警察       |                                 |
| 藍靖   | 斬崩刀         |                                 |
| 趙永洪 | 陳Sir          |                                 |
| 朱鑑然 | 賢仔           | 哈雷弟弟                        |
| 鄧一嗚 | 可柔父親       |                                 |
| 麥洛新 | 吸毒多年的老人 |                                 |
| 吳海昕 | 少年可柔       |                                 |
| 陳健朗 | 少年陳華       |                                 |
| 陳景鴻 | 少年貓仔       |                                 |
| 賴章亮 | 少年喇叭       |                                 |

## 奬項及提名
| 年度   | 颁奖典礼                     | 奖项       | 姓名   | 结果 |
| ------ | ---------------------------- | ---------- | ------ | ---- |
| 2017年 | 第一屆馬來西亞國際電影人年展 | 最佳男主角 | 劉青雲 | 提名 |
| 2017年 | 第一屆馬來西亞國際電影人年展 | 最佳男配角 | 張晉   | 提名 |
| 2017年 | 第一屆馬來西亞國際電影人年展 | 最佳攝影   | 張穎   | 獲獎 |

## 相同題材改編電影
- 《慈雲山十三太保》：於1995年上映，以現實同名原型的組織改編而成的故事

## 外部連結
- 香港影庫上《毒。誡》的資料（繁體中文）
- 互联网电影数据库（IMDb）上《毒。誡》的资料（英文）
- 时光网上《毒。誡》的資料（简体中文）
- 豆瓣电影上《毒。誡》的資料 （简体中文）